# Tortug' Air
Tortug' Air est une ligne aérienne haïtienne basée à Port-au-Prince. Fondée en mars 2003, la compagnie compte aujourd'hui un effectif de plus de 200 salariés .

## Destinations[2]
Tortug' Air dessert des destinations locales :
- Port-au-Prince
- le Cap-Haïtien
- Jacmel
- Jérémie

ainsi que quelques îles dans les Caraïbes
- République dominicaine
- les Bahamas
- les Iles Turques-et-Caïques

## Flotte
- 3 British Aerospace Jetstream 31
- 4 Let 410 UVP-E
- 3 Let 410 UVP
- 1 Embraer ERJ 145EP (Loué)